# 六字真言

以悉曇體梵文书写的六字真言。

以藏文書寫的六字真言。

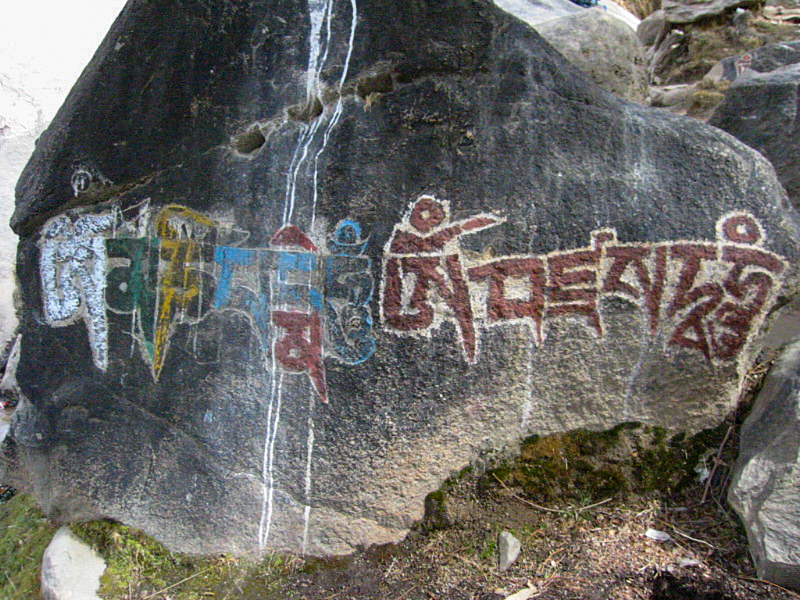
位於西藏布達拉宮外一塊岩石上的六字真言刻字。

西夏文和汉文对照的六字真言，出自《番汉合时掌中珠》。

觀自在菩薩六字大明王陀羅尼，知名佛教普傳密咒，盛行於西藏及漢傳佛教地區，俗稱六字真言、六字大明咒、六字大明陀羅尼，其內容為唵嘛呢叭咪吽（藏語：ཨོཾ་མ་ཎི་པདྨེ་ཧཱུྃ），漢語中又寫作：唵麼抳鉢訥銘吽或嗡嘛呢唄美吽等。此咒出自《大乘莊嚴寶王經》，是觀世音菩薩的微妙本心，也被認為是四臂白觀音的心咒（藏語：སྤྱན་རས་གཟིགས་）。

## 各地轉寫
此咒語有多種形式的語言轉寫，視佛教徒、學派或其上師如何教授而定。
常見的轉寫方式如下：
- 悉昙文：𑖌𑖼𑖦𑖜𑖰𑖢𑖟𑖿𑖦𑖸𑖮𑗝𑖽
- 天城文：ॐ मणिपद्मे हूं
- 藏語：ཨོཾ་མ་ཎི་པདྨེ་ཧཱུྃ，藏语拼音：Om Ma Ni Bä Mê Hum
- 蒙古语：古代寫作 ᠣᠣᠮ
ᠮᠠ᠋
ᠨᠢ
ᠪᠠᠳ
ᠮᠢ
ᠬᠤᠩ oom ma ni bad mi qung；今寫作 ᢀᠤᠸᠠ
ᠮᠠ᠋᠎ᠠ
ᠨ᠋ᠢ
ᠪᠠᠳᠮᠧ
ᢀᠾᠤᠤ uwaṃ maa ni badme huuṃ；現代蒙古語：
- 漢語：唵麼抳缽訥銘吽，唵麻禰鉢𠹌銘吽，唵嘛呢叭𡄣吽，唵嘛呢叭彌吽，唵嘛呢叭咪吽，嗡嘛呢唄美吽[1][3][4]
- 國際梵語羅馬轉寫：Oṃ Maṇi Padme Hūṃ
- 婆罗米文：𑀑𑀁𑀫𑀦𑀻𑀧𑀤𑁆𑀫𑁂𑀳𑀽𑀁
- 朝鮮語：今译（Om Mani Padeume Hum），古译（om mani banme hum）
- 日語：今译（Ōn Mani Padomē Hūn），古译（唵麼抳缽訥銘吽, On Mani Pado Mei Un）
- 缅甸语：（òʊɴ ma nḭ paʔ mè hòʊɴ）
- 泰語：（โอํ มณิ ปทฺเม หูํ）
- 八思巴文：ꡝꡡꡏ ꡏ ꡋꡞ ꡌꡊ ꡏꡠ ꡜꡟꡃ ʼom ma ni pad me hung
- 西夏文：𗙫𗏵𗐱𗴟𗘺𗦀（·a mja nji pja mjij xo）
- 回鹘文：oom mani badmi xung
- 女真文： am ma ni ba mi xu
- 迪維希文：އޯމް މަނީ ބާ މެ ހޫމް oam manee baa me hoom

## 代表涵義及功德
「唵麼抳鉢訥銘吽」六字中，麼抳（Maṇi）意为珍宝，鉢訥銘（Padme）意为莲花；「麼抳鉢訥銘」按照梵文方位格语法，意指「珍宝在莲花上」，而前置词“唵”和后置词“吽”是代表神圣的感叹语，整體字面解釋為：「唵 珍寶 在蓮花上 吽」。
美国籍佛學家小唐纳德·休厄尔·洛佩斯（Donald S. Lopez Jr.）認為，六字大明咒可解譯為「妙哉蓮花生」。但是又有一派說法認為「maṇi padme」是觀世音菩薩的稱謂，意即「持有珍寶蓮花者」，全句應作「向持有珍寶蓮花的聖者敬禮祈請，摧破煩惱。」
亦有修行者解析六字大明咒的涵義，將六音節分別對應至下列佛教教義：
| 音節 | 淨化       | 對應輪迴中的六道 | 顏色 | 六波羅蜜 | 象徵本尊之美德       | 成就悉地                         |
| ---- | ---------- | ---------------- | ---- | -------- | -------------------- | -------------------------------- |
| 唵   | 我慢       | 天道             | 白色 | 布施     | 智慧                 | 普陀拉（Potala）淨土             |
| 嘛   | 嫉妒       | 阿修羅道         | 綠色 | 持戒     | 慈悲                 | 普陀拉（Potala）淨土             |
| 呢   | 渴愛、我執 | 人間道           | 黃色 | 忍辱     | 身、口、意、行及品質 | 極樂之勝土                       |
| 唄   | 愚癡       | 旁生道           | 藍色 | 精進     | 平静                 | 依怙尊座（Protector）            |
| 咪   | 貪婪       | 餓鬼道           | 紅色 | 禪定     | 大樂                 | 普陀拉（Potala）淨土             |
| 吽   | 瞋恨       | 地獄道           | 深藍 | 般若     | 悲心                 | 至尊（Perfect of deities）蓮座前 |

### 《大乘莊嚴寶王經》的解說
此經為六字大明咒的重要根據。釋迦牟尼佛於經中表示此咒是其過去世供養無數如來不得後至蓮華上如來處求得，而蓮華上如來又是遍歷無數世界後至無量壽如來（阿彌陀佛）佛土，於觀自在菩薩處求得曼荼羅及此咒語。釋迦佛也指出此咒是觀自在菩薩摩訶薩微妙本心，如果能知此微妙本心即知解脫，依法持頌此咒則有諸大功德如諸佛菩薩前來集會、諸天護衛、親族解脫、得無盡辯才、得清淨智聚、得大慈悲、得六波羅蜜圓滿功德、得天轉輪灌頂等，書寫此咒亦如同書寫八萬四千法藏。

### 藏傳佛教《Mani Kambum》的解說
藏傳佛教《Mani Kambum》亦記載此咒與無量光佛（阿彌陀佛）化身觀自在菩薩有關，能關閉六道生死之門、使六道空虛。咒語意義則需反覆持誦才能了知。

### 《西藏王統記》的解說

藏文六字真言

《西藏王統記‧第四章》：「嗡、嘛、呢、唄、咩、吽，此六字咒，攝諸佛密意為其體性。攝八萬四千法門為其心髓。攝五部如來及諸秘密主心咒之每一字為其總持陀羅尼。此咒是一切福善功德之本源，一切利樂悉地之基礎。即此便是上界生及大解脫道也。
嗡、嘛、呢、唄、咩、吽，此諸法心要，最勝開示之六字大明咒，若僅見一次，亦能獲得不退轉地，成為濟度有情之舵手。
若僅聞一次，亦能獲生上界樂趣，成為濟度有情之舵手。他如螻蟻之屍，或已死畜牲，此咒一入其耳，立即解脫彼身，往生極樂世界。
若能憶念此咒，則如日照雪山，從無始以來，所造罪障惡業悉得清淨，往生極樂世界。若僅觸及，則能蒙受無量諸佛菩薩為之灌頂。
若僅觀修一次，則可等同聞、思、修三者之功能。所顯境界，皆成清淨法身，開利眾事業之寶藏。
若佩於身，善男子！此身即變為如來舍利，四百零四種病患不能侵犯，水、火、毒物，刀兵器械，以及上下魔厲皆無能為害。
此六字大明咒，或書及珍寶，或布，或紙，或木片，最下如土石等上，則與書寫八萬四千法門相等，現世受用安樂，今生即身獲得佛果，對此切勿生起疑念猶豫。
若夫須彌山王，尚可度量，若持此六字大明咒一次，其福德之量，無人能量。又如金剛岩石，以迦尸迦布拂拭，每百年一次，亦有罄盡之時，若持一次六字大明咒，其福德量，無有盡時。又如諸大海每一涓滴，皆可計量，若持六字大明咒一次，其福德量，無人能計。
又如雪域微塵，花果林樹，皆可數計，若持六字大明咒一次，其福德量無人能數。再如一百由旬之室充滿芝麻，每日擲出一粒，其數有盡，若持六字大明咒一次，其福德量無有盡時。又十二月中，晝夜無間，天降滂沱，毫不中斷，每一雨滴，亦可計量，若持六字大明咒一次，其福德量，亦無人能算也。
如是等情，善男子，無煩廣說，若人恭敬承侍如我之百億諸佛，令生喜悅，其福德量，尚可比度，若持六字大明咒一次，其福德聚，亦無人能度也。
嗡、嘛、呢、唄、咩、吽。
『嗡』，除天道生死之苦；『嘛』，除阿修羅道鬥諍之苦；『呢』，除人道生老病死苦；『唄』，除畜生道勞役之苦；『咩』，除餓鬼道飢渴之苦；『吽』，除地獄道寒熱之苦也。」

### 第九世班禅喇嘛的解说
民国二十年（1931年）夏，第九世班禅额尔德尼赴南京宝华山避暑，隆昌寺比丘及国民政府考试院院长戴季陶大德等人请九世班禅讲述六字大明咒之要义，由班禅行辕秘书长刘家驹译为汉语，其说载于释妙舟《蒙藏佛教史》中，谨录于下：

ༀ唵，系ཨཨོམ三字组成，即瑜伽正体，身口意相应成就。念此字时，常念佛及观世音菩萨成等正觉时，身口意净业悉皆相应成就，由此佛力加持。我等之身口意应于佛之身口意成为一体，妙净庄严，更以此三密相应，发为五智。
མཎི麼抳，即宝也。此宝出自龙王脑中，若得此宝，以之入海，无宝不聚；以之入山，无珍不得，故曰聚宝。佛法能聚万善，能生万法，犹如摩尼，故假此义以显妙法。
པདྨེ鉢訥銘，梵语莲花。莲花出泥不染，妙法庄严，以喻真如法性，出尘不染，具足无漏。
ཧཱུྃ吽，祈愿成就。凡人所作，悉赖佛力加被，方得成就正觉。以此至心，祈求加被，成就一切，普渡众生，悉成佛道。

### 第十四世達賴喇嘛丹增嘉措的解說
第十四世達賴喇嘛丹增嘉措：「六字真言持誦必有效驗，但汝頌時應思其意，其妙樂殊無量。…Omༀ字乃汝帶業之身言意，亦為諸佛སཔས་རྒྱས無垢之身言意；…四音指其徑：Maniམ་ཎི乃為寶飾，示其法：…無私悟，無私憫，無私善。Padmeཔད་མེ་乃為蓮花，智也。…清淨圓滿乃智、法所為，humཧཱུྃ乃圓滿也。…是以六字真言為智法圓滿之徑，修持汝帶業之身言意，乃至諸佛無垢之身言意。

### 諾那呼圖克圖的解說
諾那呼圖克圖：「六字真言為觀音菩薩微妙心印，有無量無邊不可思議功德，為十方諸佛所贊歎。若書六字大明，如同書三藏法寶。如誦六字大明，三世業障悉得清淨，了脫生死，究竟成就；且能斷無明、開智慧、降魔、治病、增富、救貧、消災、延壽，救百千難苦，摧滅貪嗔癡，閉塞輪迴路，歷代眷屬俱得超生，腹腸諸蟲，亦得證果；又具無量三昧法門，日日得具足六波羅密功德。一切金剛護法、天龍八部，無不歡喜擁護。欲生何佛土，均如願成就。不但持誦書寫與觀想等，始有功德。只要此真言著於身，觸於手，耳有所聞，目有所見，或藏於家中，或書於門上，或展旗揚幡，凡沾此法味者，任何眾生，亦得生死解脫之因，同證菩提道果之德。逢凶化吉，遇難呈祥。凡未成佛，求壽，求子，求福，求權，求消滅一切地水火風空災難危險，以及一切所求，無不如摩尼寶珠，各滿其願。總而言之，六字真言之功德，就是佛之智慧來講，亦窮劫難盡。若以現在藏經上所載之功德來講，亦要講三年方能講完。」

### 巴楚仁波切及頂果欽哲仁波切的解說
基於巴楚仁波切教言、由頂果欽哲仁波切註解之《Heart Treasure of the Enlightened Ones》一書記載：「六字真言易持誦、相當有效驗，其囊括了教義的菁華。當持誦“Om”時，其加持你達到布施（Generosity）的圓滿境界；“Ma”助你修練品德（Pure ethics）的圓滿境界；“Ni”則是忍辱的圓滿境界。“Päd”助你精進（Perseverances），“Me”助你專致禅定（Concentration），“Hum”助你般若（Wisdom），是以持誦此真言能助圓滿從布施到般若的圓滿境界。四方諸佛均已修持過三次此六圓滿境界（六度波羅蜜多）。還有什麼比持誦六字真言並達到六度波羅蜜多更有意義的呢？」

### 桑吉銀登仁波切的解說
桑吉銀登仁波切：「觀世音菩薩的六字大明咒——嗡嘛呢叭咩吽——是諸佛的智悲在聲音上的顯現，它包含了佛法中八萬四千法門的精髓，在各種密咒中，沒有比觀世音菩薩的六字真言更為殊勝的了。六字大明咒在我們生命的各個層次具有特別而強大的力量，可以轉化我們，六個種子字可以完全淨化六種有毒的煩惱，而這些煩惱都是無明的顯現，會使我們造身、口、意惡業，因而形成六道輪回，讓我們在其中受苦。持誦六字真言，貪、嗔、癡、憂、嫉、愛，可被轉化成它們的真性，六部佛的智慧在覺悟心中展現。當我們持誦六字真言時，六道輪回中的六種煩惱無形中被淨化。因此念誦六字真言可防止再生於六道中，也可以驅除六道本具的痛苦，同時可圓滿智慧心的修行，即六度：佈施、持戒、忍辱、精進、禪定、般若。六字大明咒也可以強有力地保護我們免受傷害和各種疾病。」

### Donald Lopez 的解說
美國密歇根大学亚洲语言和文化系的佛学和藏学教授唐纳德·洛佩兹（Donald S. Lopez）將六字真言介紹予西方社會，卻同時導致六字真言被誤解。詳見其著作 Prisoners of Shangri-La: Tibetan Buddhism and the West（ISBN 0-226-49311-3）。

### Karma Thubten Trinley 的解說
嘎瑪·土登赤列（Karma Thubten Trinley）認為，「六字真言是有助免墮六度輪迴的六大音節，照字面解是「唵 蓮中的珍寶 吽」。其中，『唵』助免墮天道，『嘛』助免墮阿修羅道，『呢』助免墮人道，『叭』助免墮畜生道，『咪』助免墮餓鬼道，『吽』助免墮地獄道。」

## 咒語傳入
西藏古代傳說認為，大約在西元4世紀時，有一位袷陀朵㗚思顏贊王（藏語拼音 Tho-tho-ri-gñan-btsan）曾由天上獲得四寶，《大乘莊嚴寶王經》為其中之一。後松贊干布派遣端美三菩提至尼泊爾取得本經梵文版本，將其譯為藏文並帶入西藏。
中國地區則於北宋時期（960—1127年），由天息災譯出此經。

## 相關信仰
藏傳佛教徒相信誦唸此咒可往生極樂世界、解脫生死，故無論僧俗皆虔誠信仰，亦有配戴、將其藏於家中者。此外藏人亦常將六字真言書於轉經筒上，一邊旋轉一邊頌唸之，或書於風車、水車上任其自動旋轉，或書寫於風馬旗之上任其飄揚；又會將六字真言刻在嘛呢石上、於路邊堆積成嘛呢堆，供路人依順時針方向繞轉一圈祈福、作為路標之用。禮拜拉薩聖城者亦必誦此真言。
漢傳佛教則有《顯密圓通成佛心要集》、《密咒圓因往生集》等書收錄本咒，其中後者認為如法唸誦此咒即可往生淨土。《觀音慈林集》則收錄《大乘莊嚴寶王經》。